# روزاریو کوستانتینو (بازیکن فوتبال، زاده ۱۹۹۷)
روزاریو کوستانتینو (انگلیسی: Rosario Costantino؛ زادهٔ ۴ مارس ۱۹۹۷) بازیکن فوتبال است.